# Анімація Disney: Ілюзія життя
Disney Animation: The Illusion of Life  — книга написана аніматорами студії Дісней Френком Томасом та Оллі Джонстоном, за часів так званої Золотої доби американської анімації.

## Зміст
У книзі розповідається про історію студії Уолта Діснея, пояснюються тогочасні процеси зрозумілими термінами. В цій книзі вперше сформовані 12 основних принципах анімації. Книга містить тисячі чорно-білих ілюстрацій, починаючи від ескізів розкадровок і закінчуючи цілими анімаційними послідовностями.

## Спадщина
Книга очолює список «найкращих анімаційних книг усіх часів» за опитуванням AWN, «Ілюзія життя» все ще використовується як довідник і джерело натхнення для анімації персонажів.
У 2013 році третій розділ книги (в якому пояснюються дванадцять основних принципів анімації) було повністю перевидано з дозволу спадкоємців авторів у додатку Disney Animated для iPad від Touch Press. Усі ілюстрації повністю анімовані у версії додатка, а багато частин розділу анотовані пояснювальними коментарями від поточних аніматорів Disney.

## Зовнішні посилання
- Офіційний веб-сайт